# Germaine Leloy-Godefroy
Germaine Leloy-Godefroy, født den 18. maj 1917 byen i Crosmières (Sarthe) ; død den 21. april 1949 i fængsel.
 Leloy-Godefroy var den sidste kvinde der blev henrettet ved guillotine i Frankrig. Henrettelsen blev udført af bødlen Jules-Henri Desfourneaux.

## Forbrydelsen
Den 10. december 1947 dræbte Germaine Leloy-Godefroy sin mand, Albert Leloy. Bevæbnet med en økse slog hun ham to gange i hovedet, mens han sov, fordi hun ønskede at bo sammen med sin elsker, Raymond B., der var 12 år yngre end hende og Leloy-parrets kontorist i deres kulforretning. Hun planlagde at overtage forretningen sammen med ham.